# François Saint-Macary
Pour les articles homonymes, voir Saint-Macary et Macary.
François Saint-Macary (7 janvier 1936 à Orthez, Pyrénées-Atlantiques - 26 mars 2007 au centre hospitalier de Saint-Grégoire, Ille-et-Vilaine), est un ecclésiastique français qui fut archevêque métropolitain de Rennes, Dol et Saint-Malo, de septembre 1998 à mars 2007.

## Biographie

### Jeunesse et formation
Fils de Jean Saint-Macary, avoué, et d’Henriette Coulloumme-Labarthe, il a suivi des études de droit à Pau et des études de théologie à l'Université pontificale grégorienne à Rome. Il est titulaire d'une licence de théologie et d'une maîtrise de sciences économiques.

### Prêtre
Ordonné prêtre le 29 juin 1960 pour le diocèse de Bayonne, il a partagé son ministère sacerdotal entre des fonctions paroissiales, l'aumônerie des lycées et des étudiants à Pau avant de devenir professeur puis supérieur du grand séminaire de Bayonne.

### Évêque
Nommé évêque coadjuteur de Nice le 23 février 1983, il a été consacré le 24 avril suivant par Jean-Paul Vincent. Il est devenu évêque de ce diocèse le 30 avril 1984.
Le 14 novembre 1997, il est nommé archevêque coadjuteur de Rennes, auprès de Jacques Jullien, avant d'en devenir l'ordinaire le 1er septembre 1998 devenant ainsi le 92e évêque de Rennes.
Au sein de la Conférence des évêques de France, il a présidé la commission épiscopale pour l'unité des chrétiens.
Il était également membre du Conseil pour la famille et les questions de société.
Le 1er janvier 2003, il avait promulgué 84 nouvelles paroisses dans le cadre du redéploiement des paroisses.
La maladie l'emporte le 26 mars 2007. Il est enterré dans la crypte de la cathédrale Saint-Pierre de Rennes, le vendredi 30 mars 2007.
Son successeur est Pierre d'Ornellas.
Sa devise épiscopale, tirée du verset 17 du chapitre premier de la lettre de saint Paul aux Colossiens est « Omnia in Christo constant » (« Tout se tient dans le Christ. »)

## Sources
- Ouest-France no 19013 du mardi 27 mars 2007.